# Carex inversonervosa
Espèce
Classification phylogénétique
Carex inversonervosa est une espèce des plantes du genre Carex et de la famille des Cyperaceae.